# Джерело в с. Руднєве
Джерело в с. Руднєве — гідрологічна пам'ятка природи місцевого значення в Україні. Об'єкт природно-заповідного фонду Сумської області. 
Розташована на околиці с. Руднєве Путивльської міської громади Конотопського району.
Площа - 0,04 га. Статус надано 21.12.1983 року. 
Охороняється місце витоку на поверхню двох самовитічних джерел води доброї питної якості. Джерела живлять річку Вільшанка притоку Берюшки.